# Tour de Colombie 2014
Le Tour de Colombie 2014 a lieu du 6 au 17 août 2014. La Vuelta a Colombia "Supérate-Intercolegiados" (nom officiel) est inscrite au calendrier de l'UCI America Tour 2014, en catégorie 2.2.

## Équipes participantes
Vingt-trois équipes et cent quatre-vingt-dix coureurs (dont trente-huit de la catégorie Espoir) étaient initialement engagés. Mais ce sont finalement cent soixante-dix-neuf concurrents de vingt et une formations qui se sont élancés. L'équipe Gobernación Bolivariana del Estado del Táchira–Concafé perd un de ses éléments, quelques heures avant le départ. En effet, Álvaro Torres meurt d'un arrêt cardiaque, lors d'une sortie d'entrainement. La formation vénézuélienne, par respect pour la famille du défunt, décide de ne pas prendre le départ du Tour de Colombie. Ce forfait s'ajoute à celui de l'équipe Ciclo Ases, pour raisons économiques. 
| Dossards | Équipe                                                 |
| -------- | ------------------------------------------------------ |
| 1-9      | EPM - UNE - Área Metropolitana                         |
| 11-19    | Aguardiente Antioqueño - Lotería de Medellín - IDEA    |
| 21-29    | GW Shimano - Chaoyang Kixx - Envía - Gatorade          |
| 31-39    | Coldeportes - Claro                                    |
| 41-49    | Bogotá Humana - Formesan - 40x40 - OSP                 |
| 51-59    | Boyacá se Atreve - Liciboy                             |
| 61-69    | Movistar Team América                                  |
| 71-79    | Aguardiente Néctar - STL - 4WD Rent a Car              |
| 81-89    | Blanco del Valle - Supergiros - Redetrans - InderValle |
| 91-99    | Fuerzas Armadas - Ejército Nacional                    |
| 101-109  | Lotería de Boyacá - Indeportes Boyacá                  |

| Dossards | Équipe                                    |
| -------- | ----------------------------------------- |
| 111-119  | Gobernación de Santander - InderSantander |
| 121-128  | Rionegro con más futuro                   |
| 131-139  | EBSA - Indeportes Boyacá                  |
| 141-148  | Colombia                                  |
| 151-159  | Gobernación del César - Ricardo Suárez    |
| 161-168  | Area Zero Pro Team                        |
| 171-179  | Club Ciclo Valle                          |
| 181-187  | 4-72 Colombia                             |
| 191-196  | Bike Aid-Ride for help                    |
| 211-216  | Liciclismo Chocó                          |

## Récit de la course

### 6 août:1reétape
La 64e édition du Tour de Colombie commence par un contre-la-montre par équipes, disputé dans Bucaramanga et sous une pluie diluvienne. L'équipe EPM - UNE - Área Metropolitana, prenant des risques calculés, en raison de la chaussée mouillée, est en tête à tous les pointages intermédiaires et est la seule formation à réussir à boucler le parcours en moins de trente-cinq minutes. Elle s'impose devant l'équipe Movistar Team América, avec une avance de 1 min 31 s, et quatre secondes de plus sur l'ancien vainqueur vénézuélien José Rujano et sa formation Boyacá se Atreve - Liciboy. L'ancien Vttiste Camilo Castiblanco est le premier de son équipe à franchir la ligne, il s'empare du même coup du maillot de leader.

### 7 août:2eétape
Jeffry Romero remporte l'étape en disposant de cinq de ses compagnons d'échappée. Alexis Camacho s'empare du maillot de leader.

Une fugue de quatre hommes se constitue dans la descente de l'unique difficulté répertoriée de la journée. Ceux-ci reçoivent le renfort de sept éléments supplémentaires quelques kilomètres plus loin. La bonne entente et le contrôle exercé par la formation EPM - UNE sur le peloton permettent aux fugueurs de se disputer les honneurs du jour. À quelques encablures de l'arrivée, Edwin Sánchez et Flober Peña sont les premiers à ouvrir les hostilités. Seuls quatre hommes réussissent à les suivre. Ces six-là se disputent la victoire, 47 s devant le peloton, réglé par le favori Óscar Sevilla. Peña tente sa chance dans une courte montée en vue de l'arrivée, Romero le contre. Surmontant une crevaison survenue à une quinzaine de kilomètres de l'arrivée, grâce au soutien de son coéquipier Carlos Julián Quintero, Romero s'impose avec Camacho dans sa roue et six secondes d'avance sur les autres échappés.

### 8 août:3eétape
Weimar Roldán mène à bien l'échappée du jour. Il devance à l'arrivée le champion national Miguel Ángel Rubiano, qui s'empare du maillot de leader.

Après l'étape volante de Chiquinquirá, sept hommes prennent le large. À vingt kilomètres de l'arrivée, Roldán et Rubiano sortent de l'échappée, réduite, entre-temps, à cinq hommes. Ils profitent de la descente du dernier col de la journée pour s'enfuir, pris en chasse par Rafael Montiel et Luis Felipe Laverde. Ce duo tente en vain de faire la jonction. Derrière le champion national du contre-la-montre Pedro Herrera, cinquième, Óscar Soliz sort du peloton et déduit quarante-cinq secondes de son retard sur les EPM - UNE. Soliz est le seul des leaders de sa formation à obtenir un résultat positif, puisque Freddy Montaña, victime d'un ennui mécanique, ne peut être dépanné rapidement au grand dam de son directeur sportif. Libardo Leyton stigmatise le nombre démesuré (quarante-quatre) de voitures suiveuses qui l'a empêché de secourir son coureur, lorsqu'il en avait besoin. Montaña arrive à Tunja, avec un retard de 4 min 40 s sur Roldán.

### 9 août:4eétape
José de Jesús Jaimes s'impose au sprint et Miguel Ángel Rubiano conserve sa place de leader.

De nombreuses tentatives d'échappées émaillent l'étape, disputée sous la pluie. Les formations Colombia et EPM - UNE travaillent de concert pour empêcher que les écarts n'enflent dangereusement pour Rubiano et Sevilla. La dernière tentative en solitaire (de Yeison Chaparro) est reprise à moins de six kilomètres de l'arrivée. José de Jesús Jaimes s'impose dans le sprint massif, à la surprise de la plupart des observateurs, oubliant le passé de pistard du coureur. Il devance Jeffry Romero et Wilson Marentes.

### 10 août:5eétape
Miguel Ángel Rubiano reste en tête du classement général tandis qu'Óscar Sevilla remporte l'étape, légèrement détaché.

Une échappée de six coureurs anime la course pendant quelque cent-vingt kilomètres. Juan Alejandro García et Félix Barón sont les derniers à s'avouer vaincus, à moins de trois kilomètres du terme. Il s'ensuit quelques tentatives solitaires avortées. Le sprint du peloton semble inévitable. Pourtant Sevilla, mettant à profit sa connaissance du dernier kilomètre, anticipe l'emballage et s'impose avec huit secondes sur le peloton du leader Rubiano. L'Espagnol devance Flober Peña qui échoue de peu pour le gain de l'étape, et ce pour la deuxième fois en trois jours.

### 11 août:6eétape
Alexis Camacho s'impose à Pereira, quelques secondes devant le peloton du (toujours) leader Miguel Ángel Rubiano.
Annoncé comme un premier tournant dans la compétition, l'étape ne provoque aucune sélection définitive si ce n'est pour José Rujano, irrémédiablement distancé pour le titre. L'alto de La Línea, premier col hors-catégorie de la semaine, était placé bien trop loin de l'arrivée, pour créer de différence notable. Les coureurs distancés dans l'ascension ont eu le temps et les kilomètres pour, au fur et à mesure, réintégrer le peloton des favoris. Ainsi, même si le leader Rubiano passe au sommet avec 2 min 35 s de retard sur Walter Pedraza et Mauricio Ortega, avant Armenia, il réintègre le groupe des favoris, qui avait, lui, franchit le col avec un écart de 56 s sur les échappés.
À une vingtaine de kilomètres de l'arrivée, dans la descente de l'ultime difficulté de la journée, Óscar Sevilla, Flober Peña et Félix Cárdenas s'isolent en tête. Même si l'échappée a fière allure, elle échoue également. De nombreuses fois à l'attaque durant la journée, Alexis Camacho s'enfuit, en compagnie d'Alejandro Ramírez, dans les faubourgs de Pereira. Camacho trouve, finalement, seul, l'ouverture pour s'imposer de sept secondes sur un peloton leader, réglé par Cárdenas.

### 13 août:7eétape
L'Italien Andrea Pasqualon remporte le sprint massif du peloton tandis que Miguel Ángel Rubiano conserve la tête du classement général individuel.
Encore une fois, le peloton a interdit aux nombreuses échappées de se développer de manière dangereuse. La dernière, menée par Luis Alfredo Martínez et Edwin Sánchez, a pourtant obtenu trois minutes d'avance mais a été réduite à néant au moment d'aborder les quinze derniers kilomètres, par l'action conjointe des Colombia pour Rubiano et des EPM - UNE pour Sevilla, conscient des bonifications offertes à l'arrivée. Au sprint, Pasqualon domine l'Espagnol et son coéquipier Fabio Chinello. Sevilla est le grand bénéficiaire de la journée, en empochant six secondes de bonifications, attenant à la deuxième place.

### 14 août:8eétape
Miguel Ángel Rubiano garde le maillot de leader alors que Félix Cárdenas gagne l'étape.
Luis Alfonso Cely, directeur sportif de l'équipe Bogotá Humana - Formesan tente une stratégie que Cárdenas mène à bien. Deux coureurs de cette formation se glissent dans la première et unique échappée du jour. Puis dans le col de première catégorie de San Clemente, Félix Cárdenas attaque, et accompagné de son coéquipier Edwin Parra, se détache du peloton. En tête de la course, Pedro Herrera et Félix Barón se laissent décrocher pour attendre leur leader. À quatre équipiers, la jonction avec l'échappée se fait rapidement et ce sont alors quatorze hommes qui se trouvent en tête. Sentant le danger, les EPM - UNE, avec le soutien du Team Colombia, entament une chasse vigoureuse sur une fugue qui perd un à un ses éléments. À vingt-cinq kilomètres de l'arrivée, ils ne sont plus que neuf dont encore trois Bogotá Humana. Dans le col de première catégorie qui mène à Manizales, terme de l'étape, Cárdenas élimine un à un ses compagnons de fugue. Pourtant il ne peut empêcher le retour de Francisco Colorado et d'Óscar Soliz. Mais au lieu de décliner, Cárdenas profite de ces nouveaux soutiens pour repartir de plus belle, d'éliminer, dans un premier temps, Colorado puis dans un second, Soliz. Cárdenas s'impose avec six secondes d'avance sur ce dernier et neuf secondes sur un petit groupe, emmené par Sevilla.
Les bénéficiaires du jour sont des coureurs comme Óscar Sevilla, Flober Peña, Alexis Camacho (sur le podium provisoire) et Luis Felipe Laverde, qui dépossède de la deuxième place du classement Rafael Montiel. Rubiano perd une quarantaine de secondes sur ces derniers mais garde le maillot tricolore de leader de la course.

### 15 août:9eétape
Fernando Camargo s'impose à La Estrella et Miguel Ángel Rubiano résiste en tête du classement général.

L'étape passe par le col mythique de l'alto de Minas. Même s'il provoque la perte de Félix Cárdenas, de Luis Felipe Laverde (encore deuxième au matin) ou de Rafael Montiel, cette ascension ne réalise pas les écarts espérés. Dans la montée du col, cinq hommes s'échappent, Fernando Camargo, Álvaro Gómez, Freddy Montaña, Mauricio Ortega et Óscar Sevilla. Mais l'écart avec le peloton du leader ne dépasse jamais les quarante secondes. La direction de son équipe intime à Camargo de laisser ses compagnons de fugue, pour se mettre aux services de son jeune coéquipier Alexis Camacho, quelque peu en difficulté. Camargo impose alors le tempo en tête du groupe, comprenant Rubiano. Même si Ortega passe légèrement détaché le sommet de la difficulté, Rubiano et son groupe font la jonction avec les échappés dans la descente. Ainsi quatorze hommes se trouvent groupés à l'avant de la course. Fernando Camargo profite du regroupement pour s'échapper dans les derniers kilomètres et remporter sa cinquième victoire d'étape, depuis le début de sa carrière. Il devance Óscar Soliz et Óscar Sevilla de 33 s. Rubiano en perd une vingtaine de plus.
À l'issue de cette journée, Sevilla se replace troisième au classement général et Flober Peña se substitue à son coéquipier Camacho sur le podium.

### 16 août:10eétape
Álvaro Gómez s'impose et Fernando Camargo s'empare de la tête du classement général.

Cette avant-dernière étape est une cronoescalada, un contre-la-montre en côte, disputée en nocturne sur les hauteurs de Medellín. À 36 ans, Fernando Camargo prend le maillot de leader pour un écart infime de deux secondes sur Óscar Sevilla. L'ancien maillot tricolore, Miguel Ángel Rubiano perd six minutes, exactement, sur Camargo dans cette ascension. Sevilla, avec un temps de 44 min 1 s, termine seulement neuvième de l'étape et est désormais deuxième au classement général. Il semblerait que renseigné sur les écarts creusés sur ces deux principaux rivaux, qu'étaient Rubiano et Peña au départ, il est commis un excès de confiance. L'Espagnol aurait négligé le retour de Camargo. Alexis Camacho, vingtième de l'étape, devient troisième au classement. Alors qu'Álvaro Gómez, avec une montée réalisée en 42 min 20 s, s'impose dans un duel serré pour le gain de la victoire d'étape, avec Salvador Moreno, deuxième à neuf secondes.

### 17 août:11eet dernière étape
Jairo Salas gagne le sprint massif du peloton et Óscar Sevilla renverse la situation pour conserver son titre.

La dernière étape est une course en circuit, à parcourir sept fois et jalonnée de trois sprints bonifications. Devant l'apathie incompréhensible des Boyacá se Atreve - Liciboy, les EPM - UNE préparent au mieux la première étape volante de la journée. Aidé de ses coéquipiers Juan Pablo Suárez et Weimar Roldán, Óscar Sevilla s'impose dans ce premier sprint et s'empare des trois secondes de bonification attenantes. Sevilla passe en tête du classement général provisoire, une seconde devant Fernando Camargo. Les EPM - UNE laissent alors se développer une multitude d'échappées que ne tente nullement de contrecarrer la formation de Camargo. Les deux étapes volantes suivantes sont ainsi remportées par des membres d'échappées, laissant à Camargo comme dernière opportunité de remporter la Vuelta, lui le grimpeur, de s'imposer dans le sprint massif du peloton. Frank Osorio est le dernier coureur à avoir tenté de faire échouer une arrivée au sprint, mais dans le dernier tour, les équipes européennes Area Zero Pro Team et Bike Aid-Ride for help font le nécessaire pour interdire toute autre tentative. La victoire semble promise à un coureur italien. Mais c'est Jairo Salas qui s'impose devant deux Transalpins, Fabio Chinello et Andrea Pasqualon.
Óscar Sevilla remporte son deuxième Tour de Colombie d'affilée avec le même infime écart qu'Álvaro Sierra face à Óscar de Jesús Vargas en 1991.

## Les étapes
| Étapes    | Date    | Villes étapes                            | km     | Vainqueur d'étape              | Leader du classement général |
| 1re étape | 6 août  | Piedecuesta - Bucaramanga                | 28     | EPM - UNE - Área Metropolitana | Camilo Castiblanco           |
| 2e étape  | 7 août  | San Gil - Barbosa                        | 116,1  | Jeffry Romero                  | Alexis Camacho               |
| 3e étape  | 8 août  | Barbosa - Tunja                          | 123,2  | Weimar Roldán                  | Miguel Ángel Rubiano         |
| 4e étape  | 9 août  | Nobsa - Cota                             | 198,7  | José de Jesús Jaimes           | Miguel Ángel Rubiano         |
| 5e étape  | 10 août | Madrid - Ibagué                          | 202,3  | Óscar Sevilla                  | Miguel Ángel Rubiano         |
| 6e étape  | 11 août | Ibagué - Pereira                         | 198,8  | Alexis Camacho                 | Miguel Ángel Rubiano         |
| Repos     | 12 août | Journée de repos                         | -      | -                              | -                            |
| 7e étape  | 13 août | Dosquebradas - Dosquebradas              | 196    | Andrea Pasqualon               | Miguel Ángel Rubiano         |
| 8e étape  | 14 août | Pereira - Manizales                      | 199,5  | Félix Cárdenas                 | Miguel Ángel Rubiano         |
| 9e étape  | 15 août | Manizales - La Estrella                  | 182,8  | Fernando Camargo               | Miguel Ángel Rubiano         |
| 10e étape | 16 août | Medellín - Medellín (Alto de Las Palmas) | 17,5   | Álvaro Gómez                   | Fernando Camargo             |
| 11e étape | 17 août | Medellín - Medellín                      | 103,7  | Jairo Salas                    | Óscar Sevilla                |
|           | Total   | Total                                    | 1558,5 |                                |                              |

## Classement général
140 coureurs terminent l'épreuve.
| #   | Coureur              | Équipe                                                 |    | Temps           |
| --- | -------------------- | ------------------------------------------------------ | -- | --------------- |
| 1.  | Óscar Sevilla        | EPM - UNE - Área Metropolitana                         | en | 37 h 1 min 34 s |
| 2.  | Fernando Camargo     | Boyacá se Atreve - Liciboy                             | +  | 1 s             |
| 3.  | Alexis Camacho       | Boyacá se Atreve - Liciboy                             |    | 53 s            |
| 4.  | Mauricio Ortega      | Aguardiente Antioqueño - Lotería de Medellín - IDEA    |    | 1 min 8 s       |
| 5.  | Freddy Montaña       | Movistar Team América                                  |    | 1 min 51 s      |
| 6.  | Danny Osorio         | Blanco del Valle - Supergiros - Redetrans - InderValle |    | 1 min 58 s      |
| 7.  | Óscar Soliz          | Movistar Team América                                  |    | 1 min 59 s      |
| 8.  | Juan Pablo Suárez    | EPM - UNE - Área Metropolitana                         |    | 2 min 12 s      |
| 9.  | Flober Peña          | Boyacá se Atreve - Liciboy                             |    | 2 min 18 s      |
| 10. | Miguel Ángel Rubiano | Colombia                                               |    | 3 min 23 s      |

## Évolution des classements
| Étapes             | Vainqueur                      | Classement général   | Classement du meilleur jeune | Classement de la montagne | Classement par points | Classement des étapes volantes | Classement par équipes         |
| ------------------ | ------------------------------ | -------------------- | ---------------------------- | ------------------------- | --------------------- | ------------------------------ | ------------------------------ |
| 1re étape          | EPM - UNE - Área Metropolitana | Camilo Castiblanco   | Luis Miguel Martínez         | Non attribué              | Non attribué          | Non attribué                   | EPM - UNE - Área Metropolitana |
| 2e étape           | Jeffry Romero                  | Alexis Camacho       | Luis Miguel Martínez         | Walter Pedraza            | Jeffry Romero         | Cristian Talero                | EPM - UNE - Área Metropolitana |
| 3e étape           | Weimar Roldán                  | Miguel Ángel Rubiano | Aldemar Reyes                | Miguel Ángel Rubiano      | Miguel Ángel Rubiano  | Jefferson Vargas               | EPM - UNE - Área Metropolitana |
| 4e étape           | José de Jesús Jaimes           | Miguel Ángel Rubiano | Aldemar Reyes                | Luis Alfredo Martínez     | Jeffry Romero         | Cristian Talero                | EPM - UNE - Área Metropolitana |
| 5e étape           | Óscar Sevilla                  | Miguel Ángel Rubiano | Aldemar Reyes                | Luis Alfredo Martínez     | Jeffry Romero         | Marvin Angarita                | EPM - UNE - Área Metropolitana |
| 6e étape           | Alexis Camacho                 | Miguel Ángel Rubiano | Stiven Giraldo               | Walter Pedraza            | Óscar Sevilla         | Cristian Talero                | EPM - UNE - Área Metropolitana |
| 7e étape           | Andrea Pasqualon               | Miguel Ángel Rubiano | Stiven Giraldo               | Walter Pedraza            | Óscar Sevilla         | Cristian Talero                | EPM - UNE - Área Metropolitana |
| 8e étape           | Félix Cárdenas                 | Miguel Ángel Rubiano | Stiven Giraldo               | Walter Pedraza            | Óscar Sevilla         | Marvin Angarita                | EPM - UNE - Área Metropolitana |
| 9e étape           | Fernando Camargo               | Miguel Ángel Rubiano | Aldemar Reyes                | Walter Pedraza            | Óscar Sevilla         | Marvin Angarita                | Boyacá se Atreve - Liciboy     |
| 10e étape          | Álvaro Gómez                   | Fernando Camargo     | Aldemar Reyes                | Walter Pedraza            | Óscar Sevilla         | Marvin Angarita                | Boyacá se Atreve - Liciboy     |
| 11e étape          | Jairo Salas                    | Óscar Sevilla        | Aldemar Reyes                | Walter Pedraza            | Óscar Sevilla         | Marvin Angarita                | Boyacá se Atreve - Liciboy     |
| Classements finals | Classements finals             | Óscar Sevilla        | Aldemar Reyes                | Walter Pedraza            | Óscar Sevilla         | Marvin Angarita                | Boyacá se Atreve - Liciboy     |

## Liste des participants
178 coureurs sont officiellement engagés.
| Légende | Légende                                                                                                  | Légende | Légende                                                                                         |
| ------- | --- | ------- | ----------------------------------------------------------------------------------------------- |
| Num     | Dossard de départ porté par le coureur sur ce Tour d’Italie                                              | Pos     | Position finale au classement général                                                           |
|         | Indique le vainqueur du classement général du Tour de Colombie                                           |         | Indique le vainqueur du classement par points du Tour de Colombie                               |
|         | Indique le vainqueur du Grand Prix de la montagne du Tour de Colombie                                    |         | Indique le vainqueur du classement du meilleur jeune du Tour de Colombie                        |
|         | Indique le vainqueur des étapes volantes du Tour de Colombie                                             |         | Indique un maillot de champion national, suivi de sa spécialité                                 |
| *       | Indique un coureur en lice pour le maillot blanc (coureurs nés après le 1er janvier 1991)                | #       | Indique la meilleure équipe aux temps                                                           |
| NP      | Indique un coureur qui n'a pas pris le départ d'une étape, suivi du numéro de l'étape où il s'est retiré | AB      | Indique un coureur qui n'a pas terminé une étape, suivi du numéro de l'étape où il s'est retiré |
| EX      | Coureur exclu pour non-respect du règlement, suivi du numéro de l'étape où il s'est fait exclure         | HD      | Indique un coureur qui a terminé une étape hors des délais, suivi du numéro de l'étape          |

| EPM - UNE - Área Metropolitana         | EPM - UNE - Área Metropolitana | EPM - UNE - Área Metropolitana |
| -------------------------------------- | ------------------------------ | ------------------------------ |
| Num                                    | Coureur                        | Pos                            |
| 1                                      | Óscar Sevilla Espagne          | 1er                            |
| 2                                      | Walter Pedraza Colombie        | 25e                            |
| 3                                      | Juan Pablo Suárez Colombie     | 8e                             |
| 4                                      | Edwin Carvajal Colombie        | 33e                            |
| 5                                      | Stiber Ortiz Colombie          | 45e                            |
| 6                                      | Camilo Castiblanco Colombie    | 84e                            |
| 7                                      | Róbigzon Oyola Colombie        | 79e                            |
| 8                                      | Weimar Roldán Colombie         | 75e                            |
| 9                                      | Jaime Castañeda Colombie       | 64e                            |
| Directeur sportif : Gabriel Jaime Mesa |                                |                                |

| Aguardiente Antioqueño - Lotería de Medellín - IDEA | Aguardiente Antioqueño - Lotería de Medellín - IDEA | Aguardiente Antioqueño - Lotería de Medellín - IDEA |
| --------------------------------------------------- | --------------------------------------------------- | --------------------------------------------------- |
| Num                                                 | Coureur                                             | Pos                                                 |
| 11                                                  | Alex Cano Colombie                                  | AB-9                                                |
| 12                                                  | Mauricio Ortega Colombie                            | 4e                                                  |
| 13                                                  | Alejandro Ramírez Colombie                          | 34e                                                 |
| 14                                                  | Rafael Montiel Colombie                             | 19e                                                 |
| 15                                                  | Óscar Álvarez Colombie                              | 99e                                                 |
| 16                                                  | Jairo Salas Colombie                                | 108e                                                |
| 17                                                  | Mauricio Ardila Colombie                            | 67e                                                 |
| 18                                                  | Juan Diego Ramírez Colombie                         | 89e                                                 |
| 19                                                  | Jáder Betancur Colombie*                            | 77e                                                 |
| Directeur sportif : Gabriel Jaime Vélez             |                                                     |                                                     |

| GW Shimano - Chaoyang Kixx - Envía - Gatorade | GW Shimano - Chaoyang Kixx - Envía - Gatorade | GW Shimano - Chaoyang Kixx - Envía - Gatorade |
| --------------------------------------------- | --------------------------------------------- | --------------------------------------------- |
| Num                                           | Coureur                                       | Pos                                           |
| 21                                            | Arley Montoya Colombie                        | 22e                                           |
| 22                                            | Aldemar Reyes Colombie*                       | 23e                                           |
| 23                                            | Frank Osorio Colombie                         | 54e                                           |
| 24                                            | Fabio Montenegro Colombie                     | 21e                                           |
| 25                                            | Jaime Vergara Colombie                        | 107e                                          |
| 26                                            | Juan Alejandro García Colombie                | 134e                                          |
| 27                                            | Jeobany Chacón Colombie                       | NP-1                                          |
| 28                                            | Julián Atehortúa Colombie                     | 100e                                          |
| 29                                            | Carlos Pantano Colombie                       | HD-10                                         |
| Directeur sportif : Óscar de Jesús Vargas     |                                               |                                               |

| Coldeportes - Claro                   | Coldeportes - Claro            | Coldeportes - Claro |
| ------------------------------------- | ------------------------------ | ------------------- |
| Num                                   | Coureur                        | Pos                 |
| 31                                    | John Martínez Colombie         | 39e                 |
| 32                                    | Juan Pablo Forero Colombie     | NP-3                |
| 33                                    | Luis Alfredo Martínez Colombie | 43e                 |
| 34                                    | Salvador Moreno Colombie       | 24e                 |
| 35                                    | William Valencia Colombie      | 81e                 |
| 36                                    | Luis Felipe Laverde Colombie   | 13e                 |
| 37                                    | Cristhian Montoya Colombie     | 30e                 |
| 38                                    | Germán Chaves Colombie*        | 32e                 |
| 39                                    | Juan Martín Mesa Colombie*     | 112e                |
| Directeur sportif : Oliverio Cárdenas |                                |                     |

| Bogotá Humana - Formesan - 40x40 - OSP | Bogotá Humana - Formesan - 40x40 - OSP | Bogotá Humana - Formesan - 40x40 - OSP |
| -------------------------------------- | -------------------------------------- | -------------------------------------- |
| Num                                    | Coureur                                | Pos                                    |
| 41                                     | Félix Cárdenas Colombie                | 31e                                    |
| 42                                     | Edwin Parra Colombie                   | 42e                                    |
| 43                                     | Edwin Sánchez Colombie                 | 53e                                    |
| 44                                     | Didier Sastoque Colombie               | 97e                                    |
| 45                                     | Wilson Marentes Colombie               | 57e                                    |
| 46                                     | Pedro Herrera Colombie (Clm)           | 96e                                    |
| 47                                     | Óscar Sánchez Colombie                 | 59e                                    |
| 48                                     | Ronald Gómez Colombie                  | 93e                                    |
| 49                                     | Félix Barón Colombie                   | 85e                                    |
| Directeur sportif : Luis Alfonso Cely  |                                        |                                        |

| Boyacá se Atreve - Liciboy #     | Boyacá se Atreve - Liciboy # | Boyacá se Atreve - Liciboy # |
| -------------------------------- | ---------------------------- | ---------------------------- |
| Num                              | Coureur                      | Pos                          |
| 51                               | José Rujano Venezuela        | 50e                          |
| 52                               | Fernando Camargo Colombie    | 2e                           |
| 53                               | Javier González Colombie     | 16e                          |
| 54                               | Alexis Camacho Colombie      | 3e                           |
| 55                               | Santiago Ojeda Colombie      | 51e                          |
| 56                               | Flober Peña Colombie         | 9e                           |
| 57                               | Mario Rojas Colombie         | 35e                          |
| 58                               | Edgar Fonseca Colombie       | 106e                         |
| 59                               | Yeison Chaparro Colombie     | 90e                          |
| Directeur sportif : Jahir Bernal |                              |                              |

| Movistar Team América              | Movistar Team América              | Movistar Team América |
| ---------------------------------- | ---------------------------------- | --------------------- |
| Num                                | Coureur                            | Pos                   |
| 61                                 | Freddy Montaña Colombie            | 5e                    |
| 62                                 | Omar Mendoza Colombie              | 52e                   |
| 63                                 | Wilson Cepeda Colombie             | 41e                   |
| 64                                 | Cristian Talero Colombie           | 74e                   |
| 65                                 | Luis Miguel Martínez Colombie*     | 61e                   |
| 66                                 | Óscar Pachón Colombie              | 40e                   |
| 67                                 | Óscar Soliz Bolivie (Route et CLM) | 7e                    |
| 68                                 | Marco Zamparella Italie            | 111e                  |
| 69                                 | Marvin Angarita Colombie           | 117e                  |
| Directeur sportif : Libardo Leyton |                                    |                       |

| Aguardiente Néctar - STL - 4WD Rent a Car | Aguardiente Néctar - STL - 4WD Rent a Car | Aguardiente Néctar - STL - 4WD Rent a Car |
| ----------------------------------------- | ----------------------------------------- | ----------------------------------------- |
| Num                                       | Coureur                                   | Pos                                       |
| 71                                        | Diego Calderón Colombie                   | 47e                                       |
| 72                                        | Freddy González Colombie                  | 49e                                       |
| 73                                        | Jonathan Toussaint Colombie*              | 113e                                      |
| 74                                        | Víctor Niño Colombie                      | 12e                                       |
| 75                                        | Danilo Barón Colombie                     | AB-8                                      |
| 76                                        | Álvaro Gómez Colombie                     | 11e                                       |
| 77                                        | Miguel Ángel Reyes Colombie*              | 72e                                       |
| 78                                        | Wilmar Castro Colombie*                   | 62e                                       |
| 79                                        | Juan Pablo Wilches Colombie               | 55e                                       |
| Directeur sportif : Daniel Rincón         |                                           |                                           |

| Blanco del Valle - Supergiros - Redetrans - InderValle | Blanco del Valle - Supergiros - Redetrans - InderValle | Blanco del Valle - Supergiros - Redetrans - InderValle |
| ------------------------------------------------------ | ------------------------------------------------------ | ------------------------------------------------------ |
| Num                                                    | Coureur                                                | Pos                                                    |
| 81                                                     | Víctor Hugo Peña Colombie                              | 116e                                                   |
| 82                                                     | Dalivier Ospina Colombie                               | 27e                                                    |
| 83                                                     | Alvaro Montoya Colombie                                | 29e                                                    |
| 84                                                     | Francisco Colorado Colombie                            | 14e                                                    |
| 85                                                     | Danny Osorio Colombie                                  | 6e                                                     |
| 86                                                     | Edwin Sandoval Colombie                                | 110e                                                   |
| 87                                                     | Luis Silva Colombie                                    | 95e                                                    |
| 88                                                     | Jefferson Vargas Colombie                              | 127e                                                   |
| 89                                                     | Andrés Cárdenas Colombie                               | 114e                                                   |
| Directeur sportif : Luis Fernando Otálvaro             |                                                        |                                                        |

| Fuerzas Armadas - Ejército Nacional     | Fuerzas Armadas - Ejército Nacional | Fuerzas Armadas - Ejército Nacional |
| --------------------------------------- | ----------------------------------- | ----------------------------------- |
| Num                                     | Coureur                             | Pos                                 |
| 91                                      | Leonardo Rodríguez Colombie         | 101e                                |
| 92                                      | Deivis Rubio Colombie               | 128e                                |
| 93                                      | Willinton Bustamante Colombie       | 115e                                |
| 94                                      | Daniel Bernal Colombie              | 131e                                |
| 95                                      | Michael Henao Colombie              | 105e                                |
| 96                                      | Didier Chaparro Colombie            | 15e                                 |
| 97                                      | Diego Soracá Colombie               | 73e                                 |
| 98                                      | Jhon Alexander Pico Colombie        | 87e                                 |
| 99                                      | Hugo Cabrera Colombie*              | 123e                                |
| Directeur sportif : José Jaime González |                                     |                                     |

| Lotería de Boyacá - Indeportes Boyacá | Lotería de Boyacá - Indeportes Boyacá | Lotería de Boyacá - Indeportes Boyacá |
| ------------------------------------- | ------------------------------------- | ------------------------------------- |
| Num                                   | Coureur                               | Pos                                   |
| 101                                   | Antonio Alarcón Colombie              | 68e                                   |
| 102                                   | Carlos Alberto Díaz Colombie          | 56e                                   |
| 103                                   | José Leonel Díaz Colombie             | 60e                                   |
| 104                                   | Iván Bothia Colombie                  | 37e                                   |
| 105                                   | Wilmer Rodríguez Colombie*            | 46e                                   |
| 106                                   | Yuber Contreras Colombie*             | AB-3                                  |
| 107                                   | Carlos Parra Colombie*                | 66e                                   |
| 108                                   | Diego Mancipe Colombie*               | 82e                                   |
| 109                                   | Hernando Bohórquez Colombie*          | 71e                                   |
| Directeur sportif : Rafael Acevedo    |                                       |                                       |

| Gobernación de Santander - InderSantander | Gobernación de Santander - InderSantander | Gobernación de Santander - InderSantander |
| ----------------------------------------- | ----------------------------------------- | ----------------------------------------- |
| Num                                       | Coureur                                   | Pos                                       |
| 111                                       | Alejandro Serna Colombie                  | 20e                                       |
| 112                                       | Remberto Jaramillo Colombie               | 83e                                       |
| 113                                       | Jorge Duarte Colombie                     | 102e                                      |
| 114                                       | Mauro Rojas Colombie                      | 138e                                      |
| 115                                       | Julián Mauricio López Colombie            | 109e                                      |
| 116                                       | Sergio Argüello Colombie*                 | 119e                                      |
| 117                                       | Sergio Martínez Colombie*                 | NP-1                                      |
| 118                                       | Steven Giraldo Colombie*                  | 26e                                       |
| 119                                       | José Jaimes Colombie                      | 124e                                      |
| Directeur sportif : Hernán Buenahora      |                                           |                                           |

| Rionegro con más futuro               | Rionegro con más futuro        | Rionegro con más futuro |
| ------------------------------------- | ------------------------------ | ----------------------- |
| Num                                   | Coureur                        | Pos                     |
| 121                                   | Walter Vargas Colombie*        | 76e                     |
| 122                                   | Hernán Darío Botero Colombie*  | 130e                    |
| 123                                   | Juan Pablo Rodríguez Colombie* | 91e                     |
| 124                                   | Luis Montoya Colombie*         | AB-5                    |
| 125                                   | Jeferson Pérez Colombie*       | 121e                    |
| 126                                   | Alexander Gil Colombie*        | AB-11                   |
| 127                                   | Jesús Castaño Colombie         | 58e                     |
| 128                                   | Julián Fernando López Colombie | 126e                    |
| Directeur sportif : Jhon Jaime Rivera |                                |                         |

| EBSA - Indeportes Boyacá                | EBSA - Indeportes Boyacá   | EBSA - Indeportes Boyacá |
| --------------------------------------- | -------------------------- | ------------------------ |
| Num                                     | Coureur                    | Pos                      |
| 131                                     | Giovanni Báez Colombie     | 65e                      |
| 132                                     | Óscar Rivera Colombie      | 17e                      |
| 133                                     | Michael Rodríguez Colombie | 80e                      |
| 134                                     | Iván Parra Colombie        | HD-10                    |
| 135                                     | Eduardo Jiménez Colombie   | 69e                      |
| 136                                     | Sebastián Caro Colombie*   | 98e                      |
| 137                                     | Mauricio Neisa Colombie    | 104e                     |
| 138                                     | Leonardo Páez Colombie     | AB-6                     |
| 139                                     | Yovani Parra Colombie      | 63e                      |
| Directeur sportif : Rafael Antonio Niño |                            |                          |

| Colombia                          | Colombia                              | Colombia |
| --------------------------------- | ------------------------------------- | -------- |
| Num                               | Coureur                               | Pos      |
| 141                               | Robinson Chalapud Colombie            | 18e      |
| 142                               | Fabio Duarte Colombie                 | 70e      |
| 143                               | Jarlinson Pantano Colombie            | 36e      |
| 144                               | Darwin Pantoja Colombie               | 48e      |
| 145                               | Carlos Julián Quintero Colombie       | 86e      |
| 146                               | Miguel Ángel Rubiano Colombie (Route) | 10e      |
| 147                               | Jeffry Romero Colombie                | 44e      |
| 148                               | Rodolfo Torres Colombie               | 28e      |
| Directeur sportif : Claudio Corti |                                       |          |

| Gobernación del César - Ricardo Suárez | Gobernación del César - Ricardo Suárez | Gobernación del César - Ricardo Suárez |
| -------------------------------------- | -------------------------------------- | -------------------------------------- |
| Num                                    | Coureur                                | Pos                                    |
| 151                                    | Elisauth Maestre Colombie*             | NP-2                                   |
| 152                                    | Luiyis Mendoza Colombie                | NP-2                                   |
| 153                                    | Slein Ortía Colombie                   | NP-2                                   |
| 154                                    | David López Colombie*                  | NP-2                                   |
| 155                                    | Elkin Cavadia Colombie                 | NP-2                                   |
| 156                                    | Óscar Linares Colombie                 | NP-1                                   |
| 157                                    | Walter Guerra Colombie                 | NP-1                                   |
| 158                                    | Jamer Luna Colombie                    | AB-2                                   |
| 159                                    | Yosimar Jérez Colombie                 | NP-2                                   |
| Directeur sportif : Ricardo Suárez     |                                        |                                        |

| Area Zero Pro Team                | Area Zero Pro Team       | Area Zero Pro Team |
| --------------------------------- | ------------------------ | ------------------ |
| Num                               | Coureur                  | Pos                |
| 161                               | Paolo Ciavatta Italie    | 78e                |
| 162                               | Fabio Chinello Italie    | 118e               |
| 163                               | Gianluca Leonardi Italie | 129e               |
| 164                               | Gianluca Mengardo Italie | 135e               |
| 165                               | Andrea Pasqualon Italie  | 88e                |
| 166                               | Simone Petilli Italie*   | 103e               |
| 167                               | Marco Tecchio Italie*    | EX-4               |
| 168                               | Stefano Tonin Italie*    | 136e               |
| Directeur sportif : Massimo Codol |                          |                    |

| Club Ciclo Valle                 | Club Ciclo Valle               | Club Ciclo Valle |
| -------------------------------- | ------------------------------ | ---------------- |
| Num                              | Coureur                        | Pos              |
| 171                              | José Bernal Colombie           | 122e             |
| 172                              | Fabio Cely Colombie*           | AB-5             |
| 173                              | Jhonatan Medina Colombie*      | AB-3             |
| 174                              | Julio César Quintero Colombie* | NP-1             |
| 175                              | Jhon Montaño Colombie          | NP-2             |
| 176                              | Edwin Hernández Colombie       | NP-2             |
| 177                              | Steven Calderón Colombie*      | NP-1             |
| 178                              | Juan David Fonseca Colombie    | NP-1             |
| 179                              | Coulton Hartrich États-Unis    | 125e             |
| Directeur sportif : Edward Cañar |                                |                  |

| 4-72 Colombia                        | 4-72 Colombia                 | 4-72 Colombia |
| ------------------------------------ | ----------------------------- | ------------- |
| Num                                  | Coureur                       | Pos           |
| 181                                  | Bernardo Suaza Colombie*      | 38e           |
| 182                                  | Juan Diego Quintero Colombie* | 133e          |
| 183                                  | Esteban Pulgarín Colombie     | AB-8          |
| 184                                  | Juan Pablo Villegas Colombie  | AB-8          |
| 185                                  | Hernán Aguirre Colombie*      | 92e           |
| 186                                  | Cristian Serrano Colombie     | 132e          |
| 187                                  | William Sánchez Colombie      | 94e           |
| Directeur sportif : Jenaro Leguízamo |                               |               |

| Bike Aid-Ride for help        | Bike Aid-Ride for help        | Bike Aid-Ride for help |
| ----------------------------- | ----------------------------- | ---------------------- |
| Num                           | Coureur                       | Pos                    |
| 191                           | Richard Stockhausen Allemagne | NP-9                   |
| 192                           | Yannick Mayer Allemagne       | 139e                   |
| 193                           | Meron Amanuel Érythrée        | 137e                   |
| 194                           | Karsten Keunecke Allemagne    | AB-2                   |
| 195                           | Mekseb Debesay Érythrée       | 120e                   |
| 196                           | Daniel Bichlmann Allemagne    | 140e                   |
| Directeur sportif : Yves Beau |                               |                        |

| Liciclismo Chocó                     | Liciclismo Chocó        | Liciclismo Chocó |
| ------------------------------------ | ----------------------- | ---------------- |
| Num                                  | Coureur                 | Pos              |
| 211                                  | Nelson Perea Colombie   | AB-2             |
| 212                                  | Jonnier Romaña Colombie | AB-2             |
| 213                                  | Jesús Cuesta Colombie   | AB-2             |
| 214                                  | Julián Henao Colombie   | AB-1             |
| 215                                  | José Hurtado Colombie   | AB-2             |
| 216                                  | Elkin Perea Colombie    | AB-2             |
| Directeur sportif : Ancizar Cárdenas |                         |                  |